# Soendazebravink
De soendazebravink (Taeniopygia guttata) of timorzebravink is een kleine vogel uit de familie Estrildidae. Traditioneel werden deze soort en de Australische zebravink (T. castanotis) tot dezelfde soort gerekend, maar de IOC beschouwt de twee sinds 2022 als aparte soorten.

## Kenmerken
De vogel is gemiddeld 10 cm lang en lijkt sterk op de Australische zebravink. Het mannetje heeft een egaal grijze keel, zonder de fijne bandering van de Australische soort. Het vrouwtje heeft iets meer zwart onder de egaal grijze keelvlek.

## Verspreiding
Deze zebravink komt endemisch voor op de Kleine Soenda-eilanden